# We Young
『We Young』（ウィーヤング）は、2017年8月17日にDreamusから発売された韓国のアイドルグループNCT DREAMの1枚目のミニ・アルバム。

## 概要
- NCT DREAMのファーストミニアルバム。
- タイトル曲「We Young」ほかNCT DREAMが広報大使を務めた「FIFA U-20 ワールドカップコリア2017」のオフィシャルソング「Trigger the fever」など6曲が収録されている。
- メンバーのマークが4曲の作詞に参加している。
- 韓国ガオンチャートのアルバムランキングで週間2位を記録した。

### プロモーション
- 2017年8月16日、現代モータースタジオ高陽でカムバックショーケースを開催した[4]。
- 8月17日、タイトル曲「We Young」のミュージックビデオを公開した[5]。

## 収録曲
1. We Young [3:44]
  - 作詞 ：KENZIE（英語版）
  - 作曲 ：KENZIE、LDN Noise、Ylva Dimberg
  - 編曲 ：LDN Noise

アップテンポのトロピカルハウスジャンルのタイトル曲。歌詞には純粋で生き生きとした愛の告白を込めている[4]。
マリンルックコンセプトが印象的なサマーソングで、ミュージックビデオは「ピーター・パン」をモチーフにしている[6]。
2. La La Love [3:01]
  - 作詞 ：신아녜스、MARK
  - 作曲 ：David Amber、Noel Cohen、Devyn Rush
  - 編曲 ：David Amber
3. 같은 시간 같은 자리（同じ時間同じ場所）(Walk you home) [2:55]
  - 作詞 ：서지음、MARK
  - 作曲 ：David Fremberg、Onestar (MonoTree)、Allison Kaplan
  - 編曲 ：David Fremberg
4. My Page [3:46]
  - 作詞 ：민연재、MARK
  - 作曲 ：Coach & Sendo、앤드류 최
  - 編曲 ：Coach & Sendo、앤드류 최
5. 青春漾(We Young) [3:43]
  - 作詞 ：王靖云 (Jenny Wang)
  - 作曲 ：KENZIE、LDN Noise、Ylva Dimberg
  - 編曲 ：LDN Noise

中国語バージョン。
6. Trigger the fever [3:26]
  - 作詞 ：100%서정 (정영아, 백인경)、황지원 (Jam Factory)、MARK
  - 作曲 ：David Amber、Andy Love、Hitchhiker
  - 編曲 ：David Amber、Hitchhiker

FIFA U-20 ワールドカップコリア2017のオフィシャルソング[7]。